# Hof van Aragon
Het Hof van Aragon of Herenhuis Sint-Joris is een historisch pand in Lier, in de Belgische provincie Antwerpen. Het gebouw ligt aan de Aragonstraat nabij de Binnennete. 
De naam van de straat, die is overgegaan op het gebouw, verwijst naar het huwelijk van Johanna van Castilië, die in 1496 in Lier in het huwelijk trad met Filips van Oostenrijk. Op de plaats van het gebouw zou eerder het huis van de kruisbooggilde Sint-Joris hebben gestaan.
Het gebouw dateert van het midden van de achttiende eeuw en was eertijds bepleisterd. Met een bouwaanvraag in 1876 werd het aangepast in neo-rococo-stijl. 
Sinds 1963 is er een horecazaak in gevestigd.